# Любов і вогонь
Любов і вогонь (ісп. Amar y temer) — колумбійська теленовела. Непроста історія кохання Алісії Арагон та Сімона Ов'єдо. Алісія змушена жити подвійним життям, переодягаючись раз-по-раз у чоловіка та жінку. Таким чином вона переховується від свого першого чоловіка садиста-вбивці та водночас впливового політика Паскуаля Ордоньєса. Сімон Ов'єдо — професійний боксер на прізвисько «руйнівник». Події відбуваються у Колумбії у 50-х роках 20-го століття. На тлі складних політичних подій Алісія стає одним з лідерів політичного руху за права жінок у Колумбії.
В Україні транслюється з 14 жовтня 2013 року на 2 каналі у четвер та п'ятницю о 17:00. Серіал складається з 90 серій. Прем'єра у Колумбії відбулася 23 лютого 2011 року. Серіал озвучено закадровим перекладом і переспівано українською мовою головну пісню.

## Двоголосе закадрове озвучення
Українською мовою серіал озвучено на замовлення «2 каналу» у 2013 році.

### Ролі озвучували
- Олесь Гімбаржевський — всі чоловічі ролі
- Тетяна Антонова — всі жіночі ролі